# Sainte-Geneviève (Oise)
Sainte-Geneviève – miejscowość i gmina we Francji, w regionie Hauts-de-France, w departamencie Oise.
Według danych na rok 1990 gminę zamieszkiwały 2422 osoby, a gęstość zaludnienia wynosiła 302 osoby/km² (wśród 2293 gmin Pikardii Sainte-Geneviève plasuje się na 105. miejscu pod względem liczby ludności, natomiast pod względem powierzchni na miejscu 604.).